# Molossops temminckii
Molossops temminckii é uma espécie de morcego da família Molossidae. Pode ser encontrada na Colômbia, Venezuela, Guiana, Brasil, Peru, Equador, Bolívia, Argentina, Paraguai e Uruguai.